# عبد المجيد اللبان
عبد المجيد اللبان (1288 هـ / 1871 - 1361 هـ / 1942) مفتش الأزهر الشريف والمعاهد الدينية الإسلامية وعضو سابق في مجلس النواب. كان من كبار رجال الدين في مصر . 

## حياته
ولد في شهر شوال سنة 1288هـ (1871 م) ببلدة سنديون التابعة لمركز فوه بمديرية الغربية آنذاك. ينتهي نسبه إلى الإمام الحسن بن علي بن أبي طالب. لما أتم حفظ القرآن الكريم بعث به والده إلى الجامع الأزهر على عادة الكثير من أهل الريف في ذلك الوقت، فتلقى فيه العلوم العربية والشرعية على يد كبار العلماء هناك، أمثال الشيخ سليم البشري شيخ الأزهر السابق، والإمام محمد عبده مفتي الديار المصرية سابقًا، والشيخ أحمد الرفاعي الفيومي والشيخ محمد البحيري الديروطي، وقد عكف على الاشتغال بالعلوم بلا الملل، واشتهر في ذلك الدور من حياته بالذكاء وحب الاطلاع والإخلاص للعلم والرغبة فيه، حتى طار صيته في الأزهر بين أقرانه وصار له مكانة سامية لدى أساتذته.
في 7 ربيع الأول سنة 1318هـ، نال شهادة العالمية بعد أن شهدت له اللجنة التي شكلت لاختباره برئاسة الشيخ البشري بالتفوق، وأثنت عليه ثم بدأ بالتدريس بالجامع الأزهر فأقبل عليه الطلاب، واستمر على ذلك إلى أن تأسس معهد الإسكندرية، واتجهت فكرة القائمين به إلى اختيار المبرزين من العلماء للتدريس به، فكان عبد المجيد اللبان في مقدمتهم وعين في أوائل سنة 1324هـ، ولاحقا اختير عضوًا بمجلس إدارة المعهد .
ظل بالإسكندرية حتى تقرر نقله إلى الأزهر في 4 أكتوبر سنة 1921، واستمر على التدريس فيه حتى اختير مفتشًا عامًّا للأزهر والمعاهد الدينية الإسلامية الأخرى في شهر أكتوبر سنة 1923، أسند إليه التدريس بقسم التخصيص المنشأ حديثًا. حيث تخرج على يديه العديد من أفاضل العلماء من مدرسين وقضاة.
أسس في سنة 1914 بمدينة الإسكندرية جمعية إرشاد الخلق إلى الحق، التي ضمت كثيرًا من العلماء والأعيان لمواساة الفقراء، وإصلاح ذات البين وإبطال شبه الملحدين، وتأسيس المدارس لتعليم مبادئ الدين والأخلاق 

## نشاطه السياسي واعتقاله
كان جمهور العظماء والمفكرين في كل مدينة يجتمعون للتفكير في مستقبل البلاد وكان هو أول من رفع صوته بذلك في مدينة الإسكندرية، وحينما اعتقلت السلطات سعد باشا زغلول في 9 مارس سنة 1919، اعتقل أيضًا في اليوم التالي في حجرة خاصة بقسم محرم بك بالإسكندرية، ثم أفرج عنه لاحقا، فعاد إلى مكانه في قيادة الحركة الوطنية في ثغر الإسكندرية، وكان أول من رفع علم الاتحاد فيه، وأخذت له صوره فوتوغرافية مع كبار رجال الدين من الأقباط في الإسكندرية. وقد أهدى إليه عظماء الأقباط بهذه المناسبة علم الاتحاد، فتسلمه منهم في احتفال كبير أقيم لهذا الغرض، وبقي وديعة لديه إلى أن سلمه لسعد باشا زغلول في حفلة استقباله بالإسكندرية لدى عودته من أوروبا للمرة الأولى في 4 أبريل سنة 1921.

## نشاطه الإجتماعي
عندما شجر الخلاف بين فريق من الأرمن والمصريين بالإسكندرية سنة 1919، واعتدى الأرمن على المصريين لقيت المدينة في شخصه عاملًا كبيرًا من عوامل السلام، ففاوضه زعماء الأرمن في إزالة أسباب الخلاف وتم تشكيل وفد من زعماء الفريقين برئاسته للعمل على تهدئة الخواطر، فزار كنيسة الأرمن وأعاد اللاجئين إلى منازلهم بعد أن تبادل الفريقان عبارات المحبة والوئام، كما كان له الفضل العظيم في الصلح بين المصريين وضيوفهم الأجانب في حوادث مايو المشئومة، فزار مع فريق من الأعيان قناصل الدول، وحادث الصحفيين منهم مؤكدًا لهم عطف المصريين على ضيوفهم، فكان لمساعيه أثرها الطيب في إزالة الشقاق.
قبيل مجيء لجنة ملنر نفي من الإسكندرية إلى مزرعته بمركز فوه مع اثنين من أنجاله، كما نفي الكثير من زعماء المصريين إلى قراهم، فقضى بها عشرة شهور، ولم يسمح له بالعودة إلى الإسكندرية إلا عندما جاء المندوبون الأربعة لعرض مشروع ملنر على الأمة، وقد أبدى رأيه في المشروع في اجتماع عقد بقاعة مجلس الإسكندرية البلدي، فرفض المشروع ما لم يعدل تعديلًا يضمن استقلال مصر والسودان التام وإلغاء الحماية.
ترشح لعضوية مجلس النواب عن دائرة أبي مندور، وانتخب لعضوية هذه الدائرة بأغلبية ساحقة، ويعتبر العضو الوحيد النائب عن الأزهر في مجلس النواب؛ لأنه يجمع بين عضوية المجلس ووظيفة سامية من وظائف الأزهر هي تفتيش المعاهد الدينية.

## مؤلفاته
من مؤلفاته: له كتب مدرسية طبع منها السيرة النبوية، دروس الأخلاق، دروس في الأخلاق الدينية.

## وفاته
وافته المنية في 14 ذو القعدة 1361 هـ الموافق 22 نوفمبر 1942م.